# Cité Pilleux
La cité Pilleux est une voie du 18e arrondissement de Paris, en France.

## Situation et accès
La cité Pilleux est une voie située dans le 18e arrondissement de Paris. Elle débute au 30, avenue de Saint-Ouen et se termine au 45, rue Ganneron. Elle est citée à 600 m à pied de la station de métro la Fourche.

## Origine du nom

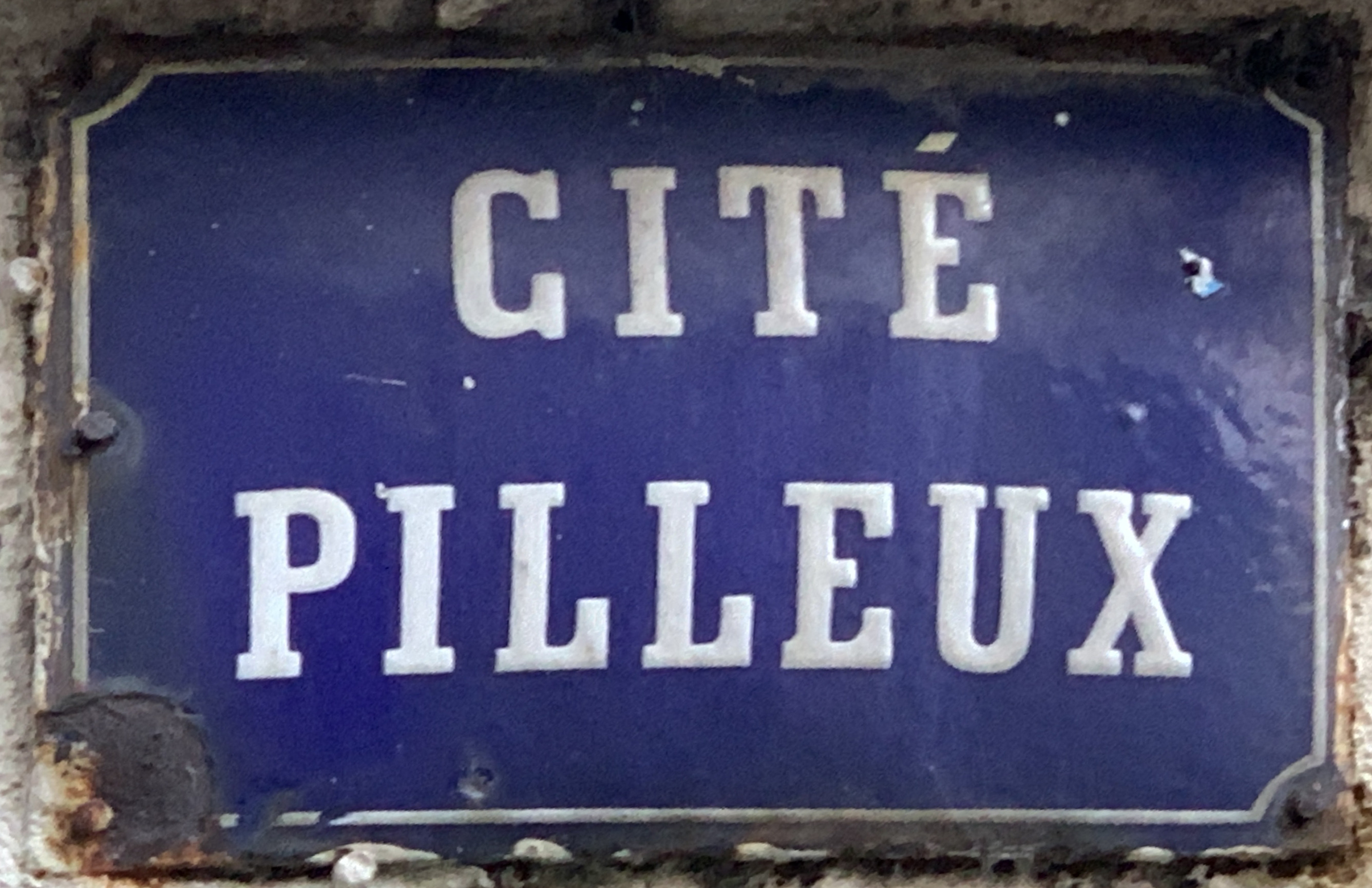
Plaque de la voie.

La rue tire son nom de celui d'un ancien  propriétaire local.

## Historique
Cette voie est ouverte sous sa dénomination actuelle en 1905.